# ハイパーゾーン
『ハイパーゾーン』 (Hyper Zone) は、ハル研究所から発売された日本の3Dシューティングゲームである。

## 概要
シューティングゲームとしては奥スクロール・シューティングに分類される。敵や障害物を粉砕しながらポイントを稼ぐ。ステージの最後にはボスが現れ、倒すと次のレベルになるシステムになっている。全8レベル。
ストーリーについては、公式からも言及されていない。つまり不明である。
全てクリアし、エンディングの最後の「HALKEN」のところでSTARTを入力すると、1周目のクリアした状態から2周目が始められる。機体はそのまま。
日本国外版（SNES）では、1面と3面が逆になっている。さらに、あるコマンドを入力すると、サウンドテストも出せる。日本版では不可。

## スタッフ
- 菅浩秋、MIYA AOKI、倉岡龍樹、若山強、石川淳、EEE H A、下村真一、HAL

## 評価
ゲーム誌『ファミコン通信』の「クロスレビュー」では合計22点（満40点）、『ファミリーコンピュータMagazine』の読者投票による「ゲーム通信簿」での評価は以下の通り20.36点（満30点）となっている。この得点はスーパーファミコン全ソフトの中で172位（323本中、1993年時点）となっている。
| 項目 | キャラクタ | 音楽 | 操作性 | 熱中度 | お買得度 | オリジナリティ | 総合  |
| 得点 | 3.31       | 3.56 | 3.44   | 3.59   | 3.08     | 3.38           | 20.36 |